# حملات داغستان (۲۰۲۴)
در ۲۳ ژوئن ۲۰۲۴، حملات هماهنگ در شهرهای دربند و مخاچ‌قلعه در جمهوری داغستان روسیه در قفقاز شمالی آغاز شد. دو کنیسه، دو کلیسای ارتدکس شرقی و یک پست پلیس ترافیک به طور همزمان با سلاح‌های خودکار و کوکتل مولوتف مورد حمله قرار گرفتند.
گزارش شد که ۱۷ افسر پلیس و پنج غیرنظامی کشته شدند به همراه تمام پنج مهاجم. تلفات شامل یک کشیش به نام نیکولای کوتلنیکوف بود. کنیسه کله-نماز در این حمله تقریباً به طور کامل توسط آتش نابود شد. مقامات روسیه این حمله را به عنوان یک عمل تروریستی معرفی کردند.
رسانه‌های روسی گزارش دادند که پنج نفر از عاملان توسط مقامات شناسایی شدند، از جمله یک پسر و دو برادرزاده ماگومد عمرُف، رئیس شهرستان سرگوکالینسکی داغستان. عمرُف بعداً نامه استعفا ارائه داد و برای بازجویی بازداشت شد. یکی از مهاجمان رئیس سابق بخش سرگوکالا حزب روسیه عادل – برای حقیقت بود. ولادیمیر پوتین، رئیس‌جمهور روسیه، به قربانیان حملات تسلیت گفت.
دولت داغستان برای کشته‌شدگان این حملات، از ۲۴ تا ۲۶ ژوئن سه روز عزای ملی اعلام کرد.

## پیش‌زمینه
منطقه قفقاز شمالی در جنوب روسیه از دهه ۱۹۹۰ درگیر درگیری بوده است. این منطقه که عمدتاً مسلمان‌نشین است، دو جنگ مهم را با جمهوری جدایی‌طلب چچن از سال ۱۹۹۴ تا ۲۰۰۰ تجربه کرد. پس از جنگ‌های چچن، مجموعه‌ای از حملات تروریستی و درگیری‌ها بین نیروهای روسی و اسلام‌گرا تا دهه ۲۰۱۰ ادامه یافت. از سال ۲۰۱۷، قفقاز شمالی شاهد افزایش خشونت بوده است که به گروه دولت اسلامی نسبت داده می‌شود. در سال ۲۰۱۵ این گروه اعلام کرد که یک «فرانچایز» در قفقاز شمالی تأسیس کرده است.
جامعه یهودی دربند، بخشی از دیاسپورای یهودی معروف به یهودیان کوهستان، به قرن ششم بازمی‌گردد، زمانی که یهودیان ایرانی (که پس از تخریب معبد اول در اورشلیم به ایران مهاجرت کرده بودند) در امتداد مسیر تجاری جاده ابریشم در دربند ساکن شدند. از زمان آغاز جنگ اسرائیل و حماس در اکتبر ۲۰۲۳، جامعه یهودی روسیه با تهدیدات فزاینده‌ای از خشونت مواجه شده است. در ۲۸ و ۲۹ اکتبر همان سال، شورش‌های ضدیهودی در مناطق با اکثریت مسلمان قفقاز شمالی، از جمله در داغستان، رخ داد. 
در مارس ۲۰۲۴، حمله‌ای در یک سالن کنسرت در مسکو ۱۴۵ نفر را کشت؛ ماه بعد، سرویس امنیت فدرال روسیه چهار نفر را در داغستان به ظن دست داشتن در این حمله دستگیر کرد. این مرگبارترین حمله در روسیه از زمان محاصره مدرسه بسلان در سال ۲۰۰۴ بود و توسط گروه دولت اسلامی ادعا شد.

## حملات

### دربند

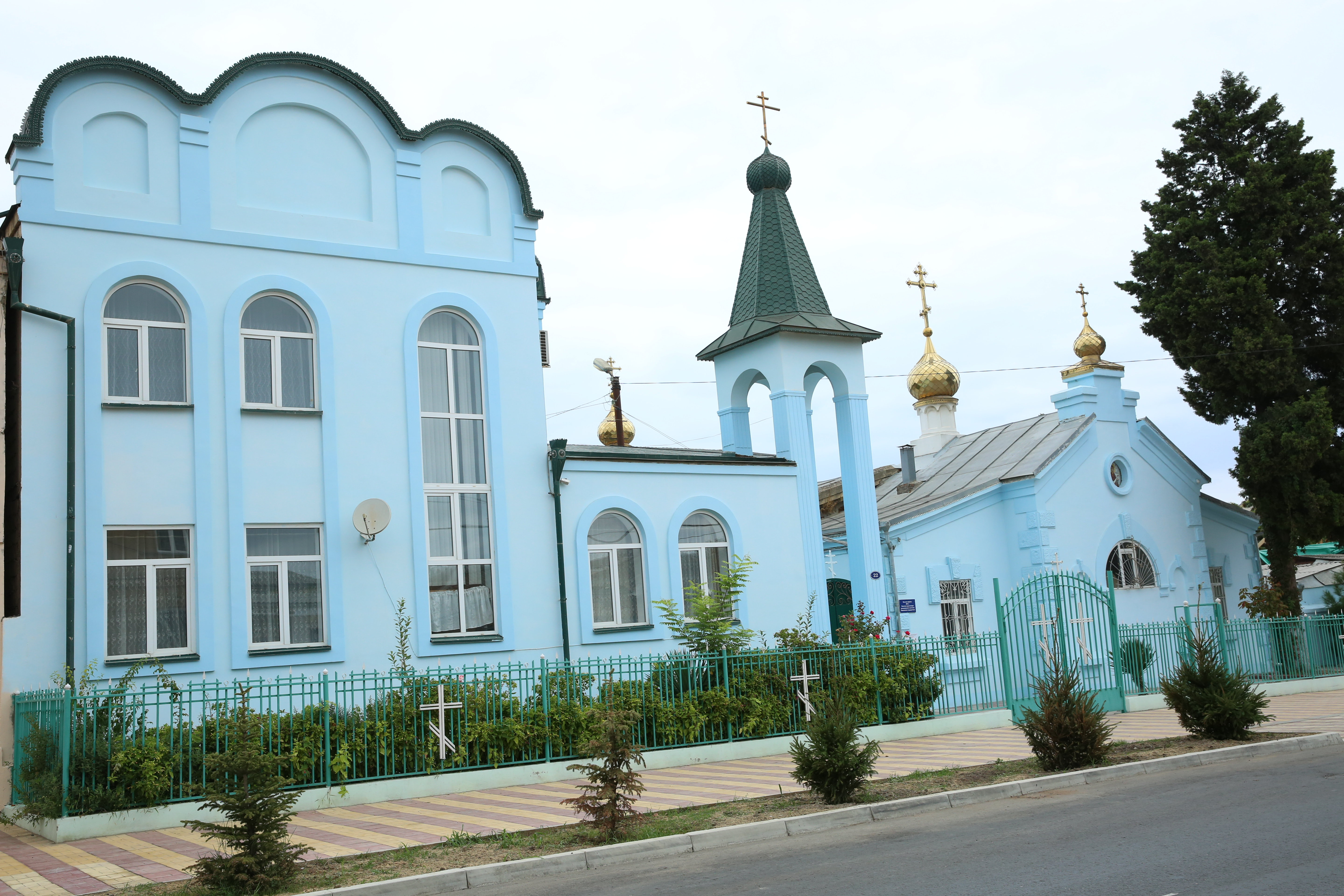
کلیسای شفاعت مریم مقدس دربند

در عصر روز ۲۳ ژوئن ۲۰۲۴، کمی قبل از ساعت ۱۸ به وقت محلی، حمله‌ای به کلیسای ارتدکس شفاعت مریم مقدس در خیابان لنین در دربند، دومین شهر بزرگ داغستان، توسط مهاجمان با تفنگ، سلاح‌های خودکار و کوکتل مولوتف انجام شد. گزارش شده است که مهاجمان اندکی پس از مراسم عصر یکشنبه تعطیلات کلیسا وارد کلیسا شدند؛ سایر روحانیون در کلیسا توانستند خود را به‌طور ایمن قفل کنند و بعداً نجات یافتند. نگهبان امنیتی کلیسا، که تنها با یک تپانچه گاز غیرکشنده مسلح بود، توسط مهاجمان به ضرب گلوله کشته شد.
مهاجمان کشیش ۶۶ ساله را کشتند، یک آیکون کلیسا را به آتش کشیدند و کلیسا را به آتش کشیدند. کشیش به عنوان پدر نیکولای کوتلنیکوف شناسایی شد که بیش از چهار دهه در کلیسای شفاعت مریم مقدس در دربند خدمت کرده بود و در آنجا توسط مهاجمان کشته شد. در ابتدا گزارش شد که گلوی او بریده شده است، اما طبق گفته دامادش، او ابتدا به ضرب گلوله کشته شده و سپس چاقو خورده است.
این یکی از دو کلیسایی بود که در یکی از مهم‌ترین تعطیلات در تقویم ارتدکس شرقی، عید پنجاهه در کلیسای ارتدکس روسیه، مورد حمله قرار گرفت، به‌طور گزارش شده که مهاجمان فریاد «الله اکبر» سر می‌دادند.
تقریباً در همان زمان، علاوه بر کلیسا، کنیسه دربند کله-نماز، که در سال ۱۹۱۴ تأسیس شده بود، با سلاح‌های خودکار مورد حمله قرار گرفت و توسط مهاجمان به آتش کشیده شد. کاربران تلگرام ویدیوهایی منتشر کردند که نشان می‌داد ماشین‌های پلیس مورد اصابت گلوله قرار گرفته و کنیسه در حال سوختن است. بعداً ویدیویی توسط ملیکوف در تلگرام منتشر شد که بقایای کنیسه را نشان می‌داد که تقریباً به‌طور کامل توسط آتش نابود شده بود. مهاجمان با یک فولکس‌واگن پولو سفید فرار کردند. نوزده نفر قبل از نجات در کلیسا پناه گرفتند.

### مخاچ‌قلعه
تقریباً همزمان با حملات در دربند، حملاتی علیه اهدافی در مخاچ‌قلعه، پایتخت و بزرگ‌ترین شهر داغستان، در حدود ۷۵ مایل (۱۲۵ کیلومتر) دورتر انجام شد. آتش‌سوزی در یک کنیسه در خیابان ارمشکینا در مخاچ‌قلعه آغاز شد.
آتش‌سوزی بعداً خاموش شد و هیچ قربانی‌ای گزارش نشد. شبه‌نظامیان همچنین به‌طور همزمان به کلیسای جامع فرضیه، دیگر کلیسای ارتدکس روسیه حمله کردند. در همان زمان، شبه‌نظامیان ناشناس به یک پست پلیس ترافیک در مخاچ‌قلعه شلیک کردند و مردم را از خودروهایشان بیرون کردند.  ویدیویی نشان داد که شبه‌نظامیان با لباس سیاه در مخاچ‌قلعه به ماشین‌های پلیس عبوری با مسلسل شلیک می‌کنند.
تقریباً در ساعت ۱۹:۰۰ به وقت محلی، وزارت امور داخلی ویدیویی منتشر کرد که نشان می‌داد مهاجمان به افسران پلیس در خیابان ماگومدگادژیف در مخاچ‌قلعه شلیک می‌کنند. چهره‌های چندین شبه‌نظامی در فیلم قابل مشاهده بود.

### سرگوقلعه
در عصر، افراد مسلح ناشناس به یک ماشین پلیس در میدان مرکز روستای سرگوقلعه شلیک کردند زمانی که پلیس برای دستگیری رئیس شهرستان سرگوکالینسکی، ماگومد عمرُف، که دو پسر و برادرزاده‌اش در حمله تروریستی در مخاچ‌قلعه شرکت داشتند، رسید. یک افسر پلیس زخمی شد.

## قربانیان
تعداد کل تلفات گزارش شده ۱۷ افسر پلیس و پنج غیرنظامی بود، به همراه حداقل پنج عامل حمله. حداقل ۴۶ نفر دیگر در این حملات زخمی شدند که شامل ۱۳ افسر پلیس می‌شد. وضعیت چهار نفر از افسران پلیس زخمی به عنوان «وخیم» توصیف شد.

## عاملان
مقامات گفتند که چهار مهاجم توسط پلیس در مخاچ‌قلعه کشته شدند، در حالی که دیگران در دربنت کشته شدند. در حالی که برخی از مهاجمان در ابتدا با یک خودرو فرار کردند، مقامات گفتند که هر پنج نفر بعداً کشته شدند.
مهاجمان کشته شده به دنبال آن شناسایی شدند. رسانه‌های روسی گزارش دادند که چندین نفر از بستگان ماگومد عمرُف، رئیس شهرستان سرگوکالینسکی داغستان، در میان عاملان حملات بودند. آنها به این صورت شناسایی شدند:
- عثمان عمرُف، ۳۱ ساله، پسر ماگومد عمرُف.[۶۸][۶۹]
- عبدالصمد امادزیف، ۳۲ ساله، برادرزاده ماگومد عمرُف[۷۰]
- حاجیمراد کاگیروف، ۲۸ ساله، مبارز MMA با ایگلز MMA (یک باشگاه متعلق به حبیب نورمحمدوف).[۷۱][۷۲]
- دالگات داودوف، ۴۲ یا ۴۳ ساله، رئیس یک تعاونی ساختمانی و همکار برادران عمرُف در یک تعاونی ساختمانی دیگر.[۷۳]
- علی زکریگایف، ۳۵ ساله، رئیس سابق بخش سرگوقلعه حزب روسیه عادلانه – برای حقیقت (تا سال ۲۰۲۲)، و برادرزاده ماگومد عمرُف.[۷۴][۷۵][۷۶]

عثمان عمرُف، امادزیف و داودوف عاملان حمله در مخاچ‌قلعه بودند؛ زکریگایف و کاگیروف عاملان حمله در دربنت بودند.  رادیو اروپای آزاد گزارش داد که مهاجمان ممکن است بخشی از قبیله مکگین (Mekegin clan) باشند، گروهی با ارتباطات با رهبری داغستان.
خود ماگومد عمرُف نامه استعفا ارائه داد و به دنبال آن توسط سرویس امنیت فدرال روسیه بازداشت و مورد بازجویی قرار گرفت. بعداً، عمرُف از حزب روسیه واحد، حزب سیاسی حاکم در روسیه، به دلیل «اقداماتی که روسیه متحد را بی‌اعتبار می‌کند» اخراج شد. در ۲۴ ژوئن، سرگئی ملیکوف رسماً عمرُف را از سمت خود برکنار کرد. ملیکوف گفت که او در مورد میزان دخالت عمرُف اظهار نظر نخواهد کرد اما گفت «اگر مشارکت او تأیید شود، مسئولیت کامل خواهد بود.» عمرُف سپس به مدت ۱۰ روز به اتهام «اوباشی‌گری جزئی» بازداشت شد؛ گزارش‌های رسانه‌های روسی حاکی از آن است که او ممکن است با اتهامات تروریسم مواجه شود. پسر دیگر عمرُف، عادل عمرُف ۳۷ ساله، توسط پلیس بازداشت شد.
خبرگزاری دولتی روسیه تاس گفت که مهاجمان «پیروان یک سازمان تروریستی بین‌المللی» بودند و مقامات اجرای قانون در حال شناسایی دست‌اندرکاران و سازمان‌دهندگان آنها بودند، اما نامی از سازمان نبردند. بسیاری از شبه‌نظامیان از داغستان برای پیوستن به دولت اسلامی در سوریه و عراق سفر کردند و در سال ۲۰۱۵ این گروه اعلام کرد که یک «فرانچایز» در قفقاز شمالی تأسیس کرده است. فرماندار داغستان ملیکوف اعضای «سلول‌های خواب» اسلامی را که از خارج هدایت می‌شوند، مقصر دانست. داعش خراسان (ISKP) مهاجمان را به عنوان «برادران در قفقاز که نشان دادند هنوز قوی هستند» ستایش کرد.

## پیامد
آژانس ضد تروریسم روسیه در ۲۴ ژوئن اعلام کرد که «عملیات ضد تروریستی» که پیشتر علیه عاملان آغاز شده بود، پس از کشتن پنج نفر از مهاجمان در داغستان به پایان رسید.
دولت داغستان از ۲۴ تا ۲۶ ژوئن به مدت سه روز عزای عمومی برای کشته‌شدگان این حملات اعلام کرد. در این روزهای عزاداری، پرچم‌های ملی در سراسر قلمرو جمهوری به اهتزاز در می‌آمدند. مؤسسات فرهنگی و شرکت‌های تلویزیونی و رادیویی در داغستان موظف به لغو تمامی برنامه‌ها و رویدادهای سرگرمی خود بودند. سرگئی ملیکوف همچنین دستور «بازرسی و بررسی دقیق سوابق شخصی تمامی افرادی که در موقعیت‌های رهبری هستند» در داغستان را صادر کرد.
کوتلنیکوف در ۲۶ ژوئن در محوطه کلیسای شفاعت از مریم مقدس، جایی که از سال ۱۹۷۹ خدمت کرده بود، به خاک سپرده شد. ده‌ها نفر از عزاداران با ادیان مختلف در مراسم تشییع جنازه شرکت کردند.

## واکنش‌ها
پاتریارک کیریل، رئیس کلیسای ارتدکس روسیه، گفت که «تصادفی نیست» که حمله در روزی که مسیحیان ارتدکس عید پنجاهه را جشن می‌گیرند، رخ داده است. او گفت که «دشمن از تلاش برای نابودی صلح و هماهنگی بین‌الادیانی در جامعه ما دست برنمی‌دارد.»
ولادیمیر پوتین، رئیس‌جمهور روسیه، به قربانیان حملات تسلیت گفت. او نشان شجاعت را به کوتلنیکوف و افسران پلیس کشته شده اعطا کرد؛ سایر افسران پلیس درگیر مدال «برای شجاعت» دریافت کردند و نگهبان کلیسا به صورت پس از مرگ مدال «برای دلاوری» دریافت کرد.
تاتیانا موسکالکووا، کمیسر حقوق بشر روسیه، مرتکبان حملات را محکوم کرد و به کسانی که تحت تأثیر قرار گرفته‌اند تسلیت گفت. رئیس اینگوش، محمود-علی کالیما‌توف، ادعا کرد که حملات تروریستی و بمباران اوکراینی در سواستوپول که در همان روز رخ داد، به عنوان تلاش‌هایی توسط «دشمنان» برای بی‌ثبات کردن کشور به هم مرتبط هستند.
وزارت خارجه اسرائیل و فدراسیون جوامع یهودی روسیه گفتند که کنیسه دربند «به طور کامل سوخته است». به گفته خیزری آباکاروف، سناتور سلیمان کریموف قول داد که بازسازی کلیساها و کنیسه‌های آسیب‌دیده را تأمین مالی کند و به خانواده‌های متوفیان ۵ میلیون روبل پرداخت کند.
هارولد چمبرز، تحلیلگر سیاسی و امنیتی متخصص در قفقاز شمالی، گفت که مقامات روسیه «قطعا از این حمله غافلگیر شدند»، و افزود که این حادثه نشان‌دهنده «عدم ارتباط بین توانایی ضدتروریسم روسیه و توانایی تروریست‌ها در داخل روسیه» است. تانیا لوکشینا از دیده‌بان حقوق بشر حمله را «شکست بزرگی برای سازمان‌های اطلاعاتی [روسیه]» خواند.